# Charlie Squirru
Carlos Maria Miguel Squirru, conocido como Charlie Squirru, (Buenos Aires, 29 de septiembre de 1934-17 de agosto de 2022) fue un artista plástico argentino integrante de la llamada "generación dorada" del Instituto Di Tella.

## Biografía
Nació en Buenos Aires en 1934, como parte de una familia relacionada al arte y a los medios, su hermano fue el crítico de arte y fundador del Museo de Arte Moderno de Buenos Aires Rafael Squirru y su sobrina la mediática astróloga y actriz Ludovica Squirru.
En la década de 1950 estudió dibujo y pintura en la Liga de estudiantes de arte de Nueva York junto Robert Hale y Tom Fogarthy.